# Hovs socken, Skåne

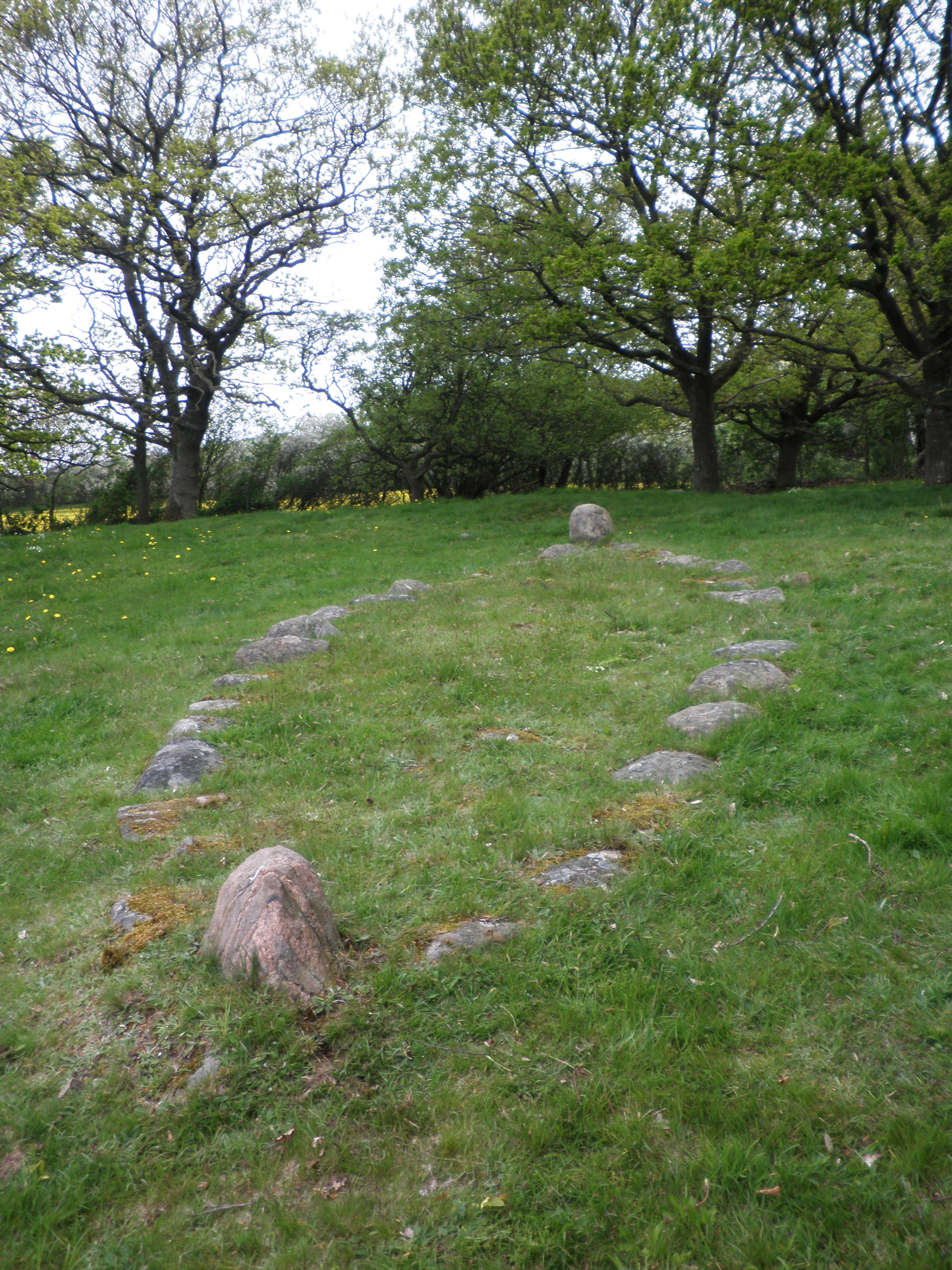
Skeppssättningen på gravfältet Tofta högar.

Hovs socken i Skåne ingick i Bjäre härad, ingår sedan 1971 i Båstads kommun och motsvarar från 2016 Hovs distrikt.
Socknens areal är 25,72 kvadratkilometer varav 25,70 land. År 2000 fanns här 633 invånare.  Kyrkbyn Hov med  sockenkyrkan Hovs kyrka ligger i socknen.

## Administrativ historik
Socknen har medeltida ursprung. 
Vid kommunreformen 1862 övergick socknens ansvar för de kyrkliga frågorna till Hovs församling och för de borgerliga frågorna bildades Hovs landskommun. Landskommunen uppgick 1952 i Västra Bjäre landskommun som 1971 uppgick i Båstads kommun. Församlingen uppgick 2010 i Västra Karup-Hovs församling.
1 januari 2016 inrättades distriktet Hov, med samma omfattning som församlingen hade 1999/2000.
Socknen har tillhört län, fögderier, tingslag och domsagor enligt vad som beskrivs i artikeln Bjäre härad. De indelta soldaterna tillhörde Norra skånska infanteriregementet, Norra Åsbo kompani och Skånska husarregementet, Bjäre skvadron, Bjäre härads kompani.

## Geografi och natur
Hovs socken ligger på nordligaste delen av Bjärehalvön och med Hallandsåsen västligaste del i Knösen och  Hovs hallar. Socknen är en starkt kuperad odlingsbygd.
Bjärekustens naturreservat som delas med Torekovs socken ingår i EU-nätverket Natura 2000.

## Fornlämningar
Ett 25-tal boplatser samt lösfynd från stenåldern är funna. Från bronsåldern finns spridda gravar och skålgropsförekomster. Åtta gravrösen finns vid Ingelstorp och kallas Gröthögarna. Från järnåldern finns gravfält, ett kallas Tofta högar och har en skeppssättning och resta stenar. Fossil åkermark har påträffats. Ett fynd med en armring av guld har påträffats.

## Befolkningsutveckling
Befolkningen varierade starkt under 1800-talet. 1810 uppgick den till 910 invånare för att till 1820 ha sjunkit 885 invånare. 1850 uppgick folkmängden till 1 443 invånare, högst under 1800-talet. 1860 hade den sjunkit till 1 298 invånare. Nästa topp var 1880 med 1 440 invånare varefter den sjunkit stadigt till 642 invånare 1990.

## Namnet
Namnet skrevs 1392 Haafh och kommer från kyrkbyn. I kyrkböcker från 17-1800-talen skrivs Houfs samt Hofs. Namnet innehåller hov, 'höjd' eller '(sakral) byggnad'..